# Fideicommissa
Nel diritto romano le fideicommissa erano disposizioni paratestamentarie con cui un soggetto, in vista di morte, "pregava" il suo erede o i suoi eredi futuri di rinunciare a un bene, a una proprietà o a un diritto, in favore di un terzo, solitamente estraneo, che si voleva beneficiare. Erano contenute nei "codicilli", quei testi che i Romani lasciavano ai loro cari per esprimervi ultime volontà e che, contrariamente al testamento ( atto molto formale in cui potevano essere istituiti eredi universali, liberati schiavi in potestate, nominati tutori ai figli impuberi ), non imponevano l'uso di schemi  giuridici, ammettendo qualsiasi espressione.  Con il tempo la pratica di lasciare in fedecommesso  beni altrimenti destinati ai successori legittimi divenne consistente, tanto da richiedere l'intervento della norma: si stabilì infatti che il "rogatus", ovvero colui che riceveva la preghiera ( rogatio ),  non potesse totalmente ignorare le pretese dei "fideicommissarii", comunque beneficiati da una manifestazione di volontà seppure non nelle forme prestabilite dal diritto. A stabilire un limite del patrimonio oggetto di fedecommesso a tutela delle aspettative ereditarie e dell'aditio (accettazione della delazione ovvero effettiva operatività della successione; l'erede poteva trovare conveniente sciogliersi dal fedecommesso non accettando l'eredità), si intervenne in età vespasianea con il senatoconsulto Pegasiano (che riprendeva i criteri già della legge Falcidia sui legati) stabilendo che l'erede potesse sempre trattenere a sé un quarto dell'asse ereditario (si delinea quindi in sostanza una quota di legittima). Era, infatti, divenuto frequente il caso che si trasferisse in blocco tutti i propri beni a fideicommissarii a svantaggio dei parenti più prossimi.
| Controllo di autorità | GND (DE) 4154311-7 |